# Lena Horne
Lena Horne (New York, 1917. június 30. – New York, 2010. május 9.) kétszeres Grammy-díjas amerikai dzsesszénekesnő, Broadway-színésznő. 
Már a 40-es években azok közé a fekete művészek közé tartozott, akik fehér együttessel léptek fel, és hollywoodi szerződésük volt. Művészetén keresztül támogatta a feketék polgárjogi mozgalmát és a társadalmi előítéletek elleni harcot, többek között részt vett Martin Luther King 1963-as híres washingtoni menetén is.

## Élete és pályafutása
Felszabadított rabszolgák leszármazottja volt. Családja a fekete polgárság vezető rétegéből került ki. Rokonai között volt Franklin D. Roosevelt egyik tanácsadója is.
Hároméves volt, amikor apja, aki szerencsejátékos volt, elhagyta a családját. Horne 16 éves korában otthagyta az iskolát, és beteg anyját támogatta, közben beállt táncolni a híres harlemi Cotton Clubba. 1935-ben Noble Sissle együttesével turnézott. 1940-ben Charlie Barnet fehér együttesében találjuk.
A negyvenes évek közepétől intenzíven részt vett a polgárjogi mozgalomban. A legaktívabb sztárok közé tartozott. 1963-ban részt vett Martin Luther King híres washingtoni menetében, ahol a „Van egy álmom...” is elhangzott.
A hatvannégy évesen előadott egyszereplős Broadway-show-jáért, az 1981-ben bemutatott „Lena Horne: The Lady and Her Music” című műsorért elnyerte a Tony-díjat.

## Diszkográfia
- Dance with Your Gods 1934
- Lew Leslies Blackbirds of 1939
- Moanin Low 1942
- Little Girl 1947
- Classics in Blue 1947
- Its Love 1955
- Lena Horne at the Waldorf Astoria 1957 – Live
- Stormy Weather 1956–1957
- Jamaica (musical) 1957
- Give the Lady What She Wants 1958
- A Friend of Yours 1959
- Songs by Burke and Van Heusen 1960
- Lena Horne at the Sands 1960 – Live
- The Nine OClock Revue 1961
- Lena on the Blue Side 1962
- Lena... Lovely and Alive 1962
- Lena Horne Sings Your Requests Charter 1963
- Lena Like Latin 1963
- Heres Lena Now! 1964
- Feelin Good 1965
- Lena in Hollywood United Artists 1966
- Merry from Lena  United Artists 1966
- Soul 1966
- Lena & Gabor  1970 – with Gábor Szabó
- Harry & Lena 1970 with Harry Belafonte
- Natures Baby 1971
- Tony & Lena Sing (1974)
- Lena & Michel  1975 – with Michel Legrand
- Lena: A New Album 1976
- Pal Joey (musical) (1978)
- Lena Horne: The Lady and Her Music 1981 – Grammy Award for Best Female Pop Vocal Performance
- The Men in My Life Three Cherries (1988) – with Joe Williams Joe Williams and Sammy Davis Jr.
- Well Be Together Again 1994
- An Evening with Lena Horne Blue Note 1995
- Being Myself 1998
- Seasons of a Life 2006
- The Best of Lena Horne 2007
- Lena Horne Sings 2010

## Filmjei
- Cab Calloway's Jitterbug Party (1935; rövidfilm)
- The Duke Is Tops (1938)
- Panama Hattie (1942)
- Cabin in the Sky (1943)
- Stormy Weather (1943)
- Thousands Cheer (1943)
- I Dood It (1943)
- Swing Fever (1943)
- Boogie-Woogie Dream (1944) (rövidfilm; 1941-es felvétel)
- Broadway Rhythm (1944)
- Two Girls and a Sailor (1944)
- Studio Visit (1946) (rövidfilm)
- Till the Clouds Roll By (1946)
- Ziegfeld Follies (1946)
- Words and Music (1948)
- Some of the Best (1949; rövidfilm)
- Duchess of Idaho (1950)
- Meet Me in Las Vegas (1956)
- The Heart of Show Business (1957; rövidfilm)
- Now! (1965) (rövidfilm; csak hang)
- Death of a Gunfighter (1969)
- The Wiz (1978)
- That's Entertainment! III (1994)
- Strange Frame (2012; archív film)

## Díjai
- Grammy-díjak: 1981, 1989, 1995.

## Galéria

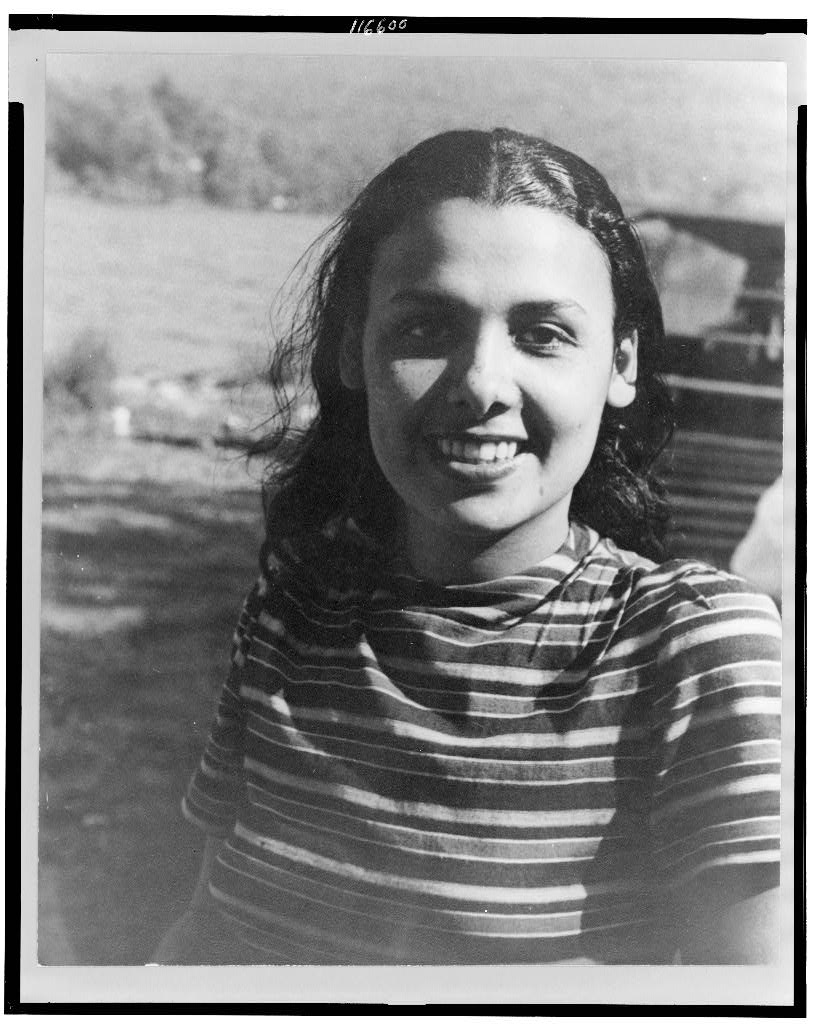
Carl Van Vechten fotója
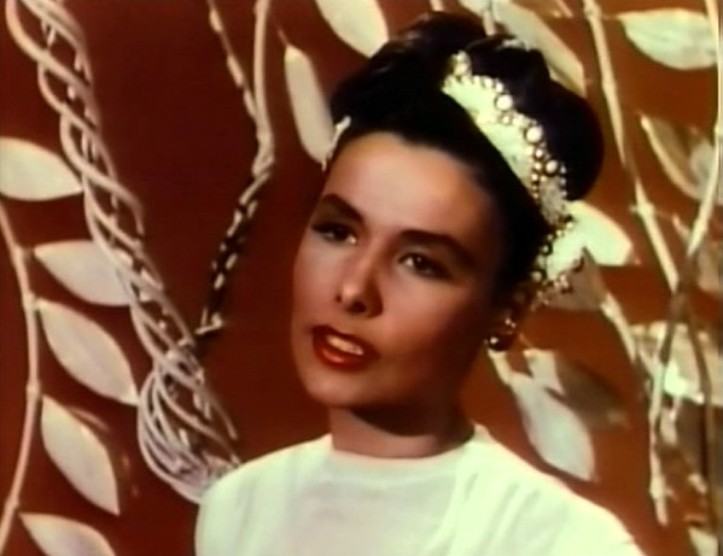
Standfotó: „Till the Clouds Roll By”
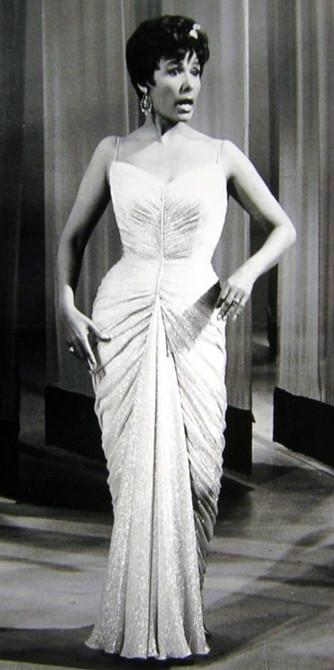
1964
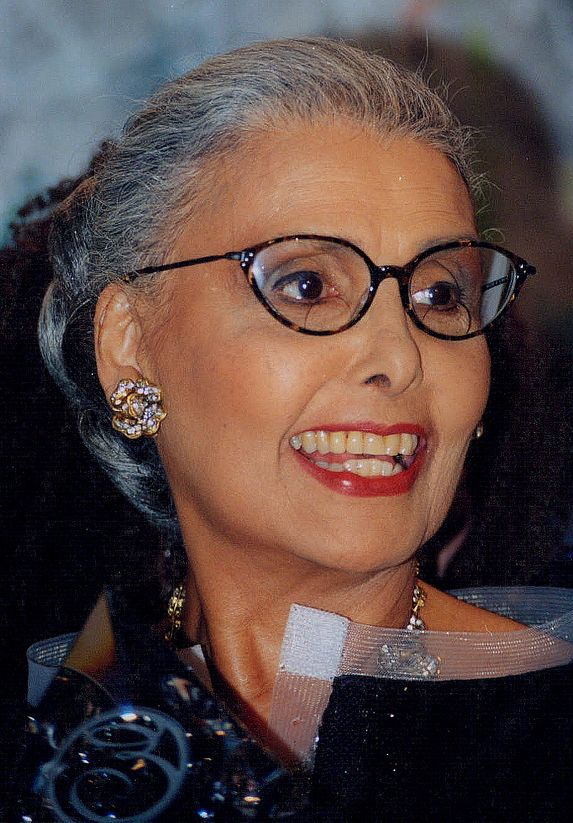
80. születésnapi ünnepségén (1997)